# Corrida a Los Angeles
Corrida a Los Angeles (The Monkey's Raincoat) è un romanzo poliziesco del 1987 di Robert Crais, pubblicato in Italia per la prima volta dalla Arnoldo Mondadori Editore nella collana Il Giallo Mondadori con il numero n. 2120. Si tratta del primo episodio di una serie dedicata agli investigatori Elvis Cole e Joe Pike.
Nel 1988 il libro ha vinto il Premio Macavity per il miglior romanzo d'esordio, l'Anthony Award per il miglior tascabile originale ed è stato finalista al Premio Shamus.

## Trama
Elvis Cole, detective privato di Los Angeles, viene contattato da due donne, Ellen Lang e Janet Simon. Ellen riferisce che suo marito Mortimer e il loro figlio Perry sono spariti da diversi giorni. Mortimer, un agente cinematografico in crisi economica, aveva in corso un accordo con il produttore Garrett Rice per un nuovo film.

## Personaggi
- Elvis Cole, detective privato, reduce della guerra del Vietnam
- Mortimer Lang, detto Mort, agente cinematografico
- Ellen Lang, moglie di Morton Lang
- Janet Simon, amica di Ellen
- Perry, Cindy e Carrie Lang, figli di Mort ed Ellen
- Kimberly Marsh, attrice ed amante di Mort Lang
- Garrett Rice, produttore cinematografico
- Joe Pike, collega di Cole, ex poliziotto e mercenario
- Cleon Tyner, guardia del corpo di Garrett Rice
- Domingo Garcia Duran, ex torero e trafficante di droga
- Rudy Gambino, boss mafioso
- Eskimo, uomo di Duran
- Lou Poitras, sergente di polizia
- Simms, poliziotto
- O'Bannon, agente speciale

## Edizioni
- Robert Crais, Corrida a Los Angeles, collana Il Giallo Mondadori n. 2120, Mondadori, 1989.